# 黒崎冬子
黒崎 冬子（くろさき ふゆこ）は、日本の漫画家。武蔵野美術大学卒業。

## 略歴
- 武蔵野美術大学　視覚伝達デザイン学科卒業[1]。
- 2014年ごろから、コミティアにて創作漫画を発表。
- コミティアにて発表した作品がKADOKAWA発行の月刊漫画雑誌『コミックビーム』の編集者の目にとまり、同誌2019年3月号にて商業誌デビュー[2]。
- 2019年10月より初連載作品『無敵の未来大作戦』を同誌上で連載。2020年11月に初単行本化[3]。

## 作品リスト

### 連載作品
- 無敵の未来大作戦（『コミックビーム』[3]2019年10月号[4] - 2021年8月号[5]）
- 平家物語夜異聞（『コミックビーム』2021年9月号[6] - 2023年7月号[7]）
- 天地救世♡神話ガール〜姫ちゃんとスサノオ〜（『comicブースト』2023年2月[8] - 2024年10月）

### 読み切り
- 開運怪奇 吉原くん（『コミックビーム』2019年3月号[2]）
- 平成最後の赤ずきん（『コミックビーム』2019年8月号[2]）
- 琵琶湖の薔薇、埼玉の百合（原作：魔夜峰央、『翔んで埼玉 アンソロジー 埼玉解放戦線調査報告書』収録、2023年[9]） - 『翔んで埼玉』アンソロジー寄稿作品[9]。